# 迪布勒伊龍屬
迪布勒伊龍屬（學名：Dubreuillosaurus）是獸腳亞目斑龍科的一屬，生存於侏儸紀中期的法國。
最初在2002年時，牠們被歸類於雜肋龍的一個新種，P.valesdunensis。在2005年，同一研究人員將牠們建立為新屬，模式種是威頓迪布勒伊龍（D. valesdunensis）。屬名是以發現化石的迪布勒伊（Dubreuil）家庭為名。
迪布勒伊龍的化石是一個頭顱骨。這個頭顱骨長而低矮，長度約是高度的三倍。研究人員估計，迪布勒伊龍的身長約9公尺，是種中型肉食性恐龍。

## 外部連結
- 堅尾龍類的演化樹與各屬簡介 Thescelosaurus
- 迪布勒伊龍 Dino Directory